# Gelbscheitel-Waldsänger
Der Gelbscheitel-Waldsänger (Setophaga pensylvanica, Syn.: Dendroica pensylvanica) ist ein kleiner insektenfressender Vogel aus der Gattung der Baumwaldsänger (Setophaga) in der Familie der Waldsänger (Parulidae). 

## Merkmale
Den Namen bekam er aufgrund der gelben bis grünlichen Krone auf dem Kopf, die farblich bei dem erwachsenen Männchen bis ins Orange überlaufen kann. Das Weibchen ähnelt dem Männchen, jedoch ist das Gefieder insgesamt stumpfer. An dem weißen Unterseitengefieder befinden sich an den Flanken meist ausgedehnte rostfarbene Streifen, die bei dem Weibchen nicht so stark ausgeprägt sind wie bei dem Männchen. Auf den grauschwarzen bis braunschwarzen Flügeldecken befinden sich gelbe Flecke. Das Rückengefieder ist grauschwarz mit weißen Streifen. Der dünne, spitze Schnabel und die Beine sind schwarz. Im Gesicht trägt der Gelbscheitel-Waldsänger ein weißes Gefieder mit schwarzen Überaugenstreifen, die bis in den Nacken auslaufen können. Bei den Jungvögeln sind die Krone, der Nacken und die Rückseite grün und das Gesicht grau. Auch bei ihnen sind die rostfarbenen Seitenstreifen kaum ausgeprägt.

## Ernährung
Die Nahrung des Gelbscheitel-Waldsängers besteht überwiegend aus Insekten, nur gelegentlich werden auch Früchte gefressen.

## Fortpflanzung
Das aus Pflanzenteilen und Haaren erbaute Nest wird in einem kleinen Baum oder Busch nahe über dem Boden erbaut. In das Nest legt das Weibchen drei bis fünf mit braunen Flecken überzogene weiße Eier, die in einem Zeitraum von 12 bis 13 Tagen ausgebrütet werden. Die Küken sind nach zehn bis zwölf Tagen flügge. Der Braunkopf-Kuhstärling (Molothrus ater) legt als Brutparasit wie beim Zitronenwaldsänger (Protonotaria citrea) auch beim Gelbscheitel-Waldsänger seine Eier in das Nest.

## Vorkommen und Bedrohung
Die Brutgebiete befinden sich im Osten von Nordamerika, von Südkanada bis in den Süden nach Georgia über Neuengland, den Great Lakes und den Appalachen. Im Winter zieht der Gelbscheitel-Waldsänger nach Zentralmexiko und Zentralsüdamerika. In den südöstlichen Gebieten haben die Bestände abgenommen. Es wird davon ausgegangen, dass Lebensraumvernichtung die ausschlaggebende Ursache ist. In den nördlichen Verbreitungsräumen sind die Bestände noch einigermaßen stabil oder es kam zu lokalen Bestandsabnahmen. 